# Dixie Motor Car Company

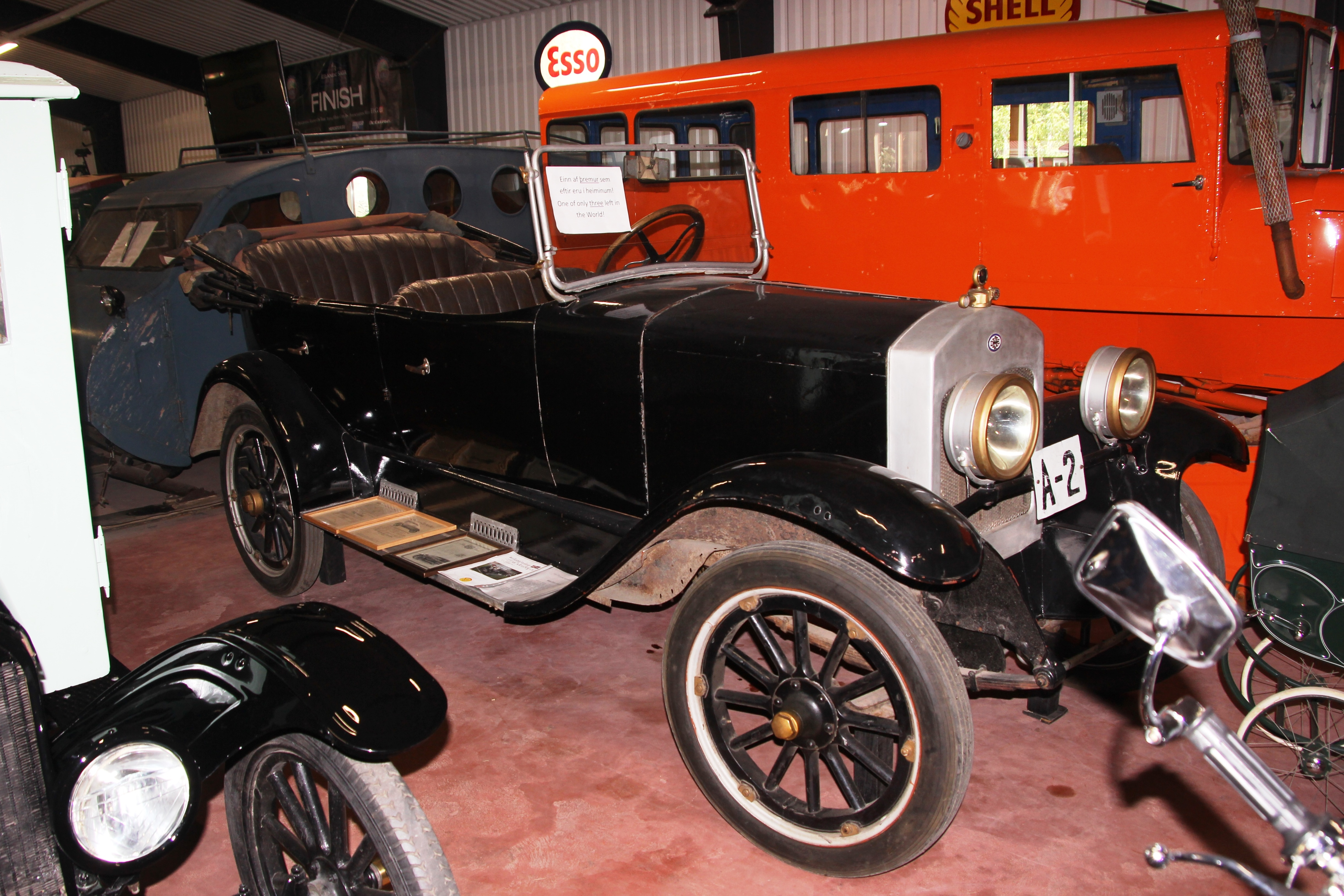
Einer von drei weltweit erhalteten Dixie Flyer. Gebaut 1919, zugelassen mit dem isländischen Kennzeichen A-2, heute in einem Museum

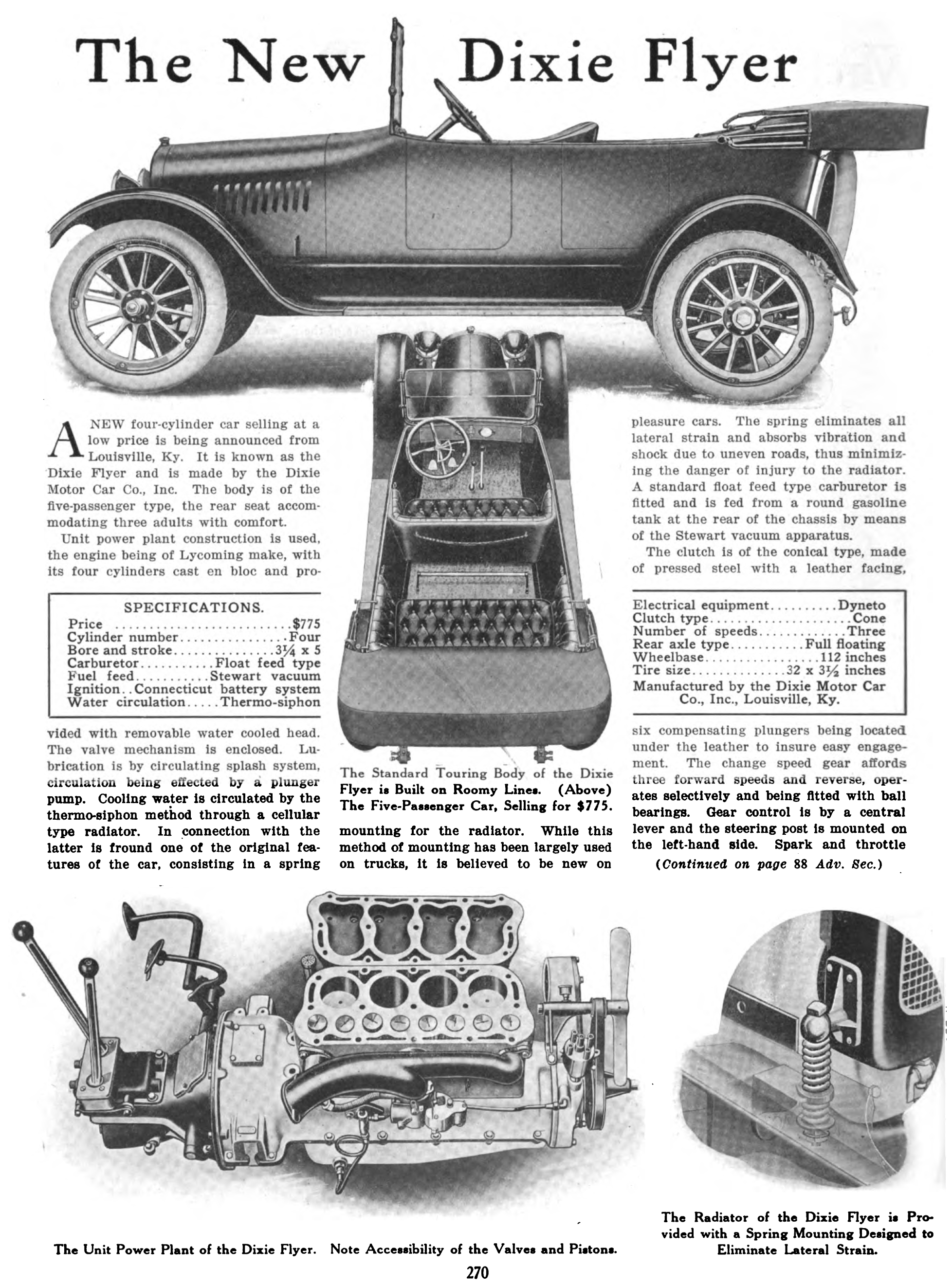
Anzeige für den Dixie Flyer 1916 mit Lycoming-Motor und gefedertem Kühler

Die Dixie Motor Car Company war ein US-amerikanischer Automobilhersteller, der von 1916 bis 1923 in Louisville (Kentucky) ansässig war. Die Gesellschaft war ein Tochterunternehmen der seit 1878 bestehenden Kentucky Wagon Manufacturing Company, einem Hersteller von Fuhrwerken.

## Geschichte
1914 erhielt die Kentucky Wagon Manufacturing Company einen Auftrag zur Erstellung von Karosserien für die Hercules Motor Car Company in New Albany (Indiana). Im darauf folgenden Jahr stellte diese Firma ihre Fertigung ein und Kentucky Wagon übernahm sie, um den Hercules weiterzubauen. Dazu kam es nie, aber 1916 erschien der neue Dixie Flyer, ein Vierzylinderwagen der neuen Tochtergesellschaft, der etliche Details des früheren Hercules-Wagens zeigte.
Die Wagen hatten eine Windschutzscheibe, die direkt auf der gerundeten Motorhaubenbasis aufsaß, also unten konkav angeschnitten war, was damals unüblich war. Ebenfalls ungewöhnlich war der auf Federn montierte Kühler, der so vor den Erschütterungen des Fahrbetriebes geschützt werden sollte. Die Motoren kamen von Lycoming, später von Herschell-Spillman. Von 1920 bis 1923 wurde das Modell H mit verschiedenen Aufbauten hergestellt.
1923 entschied sich Kentucky Wagon, sich aus dem daniederliegenden Automobilgeschäft zu verabschieden und verkaufte die Dixie Motor Car Company an Associated Motor Industries, die ebenfalls die Jackson Automobile Company und die National Motor Vehicle Company übernahmen. Ein Jahr lang noch wurde das Modell H als National Modell 4-H weitergebaut, dann war auch diese Marke vom Markt verschwunden. Insgesamt waren etwa 7500 Fahrzeuge entstanden.

## Modelle
| Modell | Bauzeitraum | Zylinder | Leistung             | Radstand |
| ------ | ----------- | -------- | -------------------- | -------- |
| Flyer  | 1916–1918   | 4 Reihe  | 17 HP (N.A.C.C.)     | 2845 mm  |
| HS-50  | 1919        | 4 Reihe  | 17 HP (N.A.C.C.)     | 2845 mm  |
| H      | 1920–1923   | 4 Reihe  | 35–40 bhp (26–29 kW) | 2845 mm  |

## Anmerkung
1. ↑  Vorgängerformel für SAE-PS. N.A.C.C. (National Automobile Chamber of Commerce) war eine 1913 gegründete Vereinigung der Automobilindustrie und Nachfolgerin der A.L.A.M. (Association of Licensed Automobile Manufacturers), welche 1903 die ersten Normen im US-Automobilbau eingeführt hatte. Die zur Leistungsmessung ungenaue Methode wurde auch vom RAC in Großbritannien verwendet und diente überwiegend der Zuteilung in eine Steuerklasse. Die effektive Leistung dürfte um 30 bhp gelegen haben.